# Ukrajina na Letních olympijských hrách 2012
Ukrajina na Letních olympijských hrách 2012 v Londýně reprezentovalo 238 sportovců, z toho 121 mužů a 117 žen.

## Medailisté
| Medaile | Jméno                                                                             | Sport                | Disciplína                       |
| ------- | --------------------------------------------------------------------------------- | -------------------- | -------------------------------- |
| Zlato   | Jana Šemjakinová                                                                  | Šerm                 | Ženy kord                        |
| Zlato   | Jana Demenťjevová Natalija Dovhoďková Anastasija Koženkovová Kateryna Tarasenková | Veslování            | Ženy párová čtyřka               |
| Zlato   | Oleksij Torochtij                                                                 | Vzpírání             | Muži 105 kg                      |
| Zlato   | Jurij Čeban                                                                       | Kanoistika           | Muži C-1 200 m                   |
| Zlato   | Oleksandr Usyk                                                                    | Box                  | Muži Váha těžká do 91 kg         |
| Zlato   | Vasyl Lomačenko                                                                   | Box                  | Muži lehká váha do 60 kg         |
| Stříbro | Inna Osypenková-Radomská                                                          | Kanoistika           | Ženy K-1 500 m                   |
| Stříbro | Inna Osypenková-Radomská                                                          | Kanoistika           | Ženy K-1 200 m                   |
| Stříbro | Denys Berinčyk                                                                    | Box                  | Muži velterová váha do 64 kg     |
| Stříbro | Valerij Andrijcev                                                                 | Zápas                | Muži volný styl do 96 kg         |
| Bronz   | Olena Kostevyčová                                                                 | Sportovní střelba    | Ženy 10 metrů vzduchová pistole  |
| Bronz   | Olena Kostevyčová                                                                 | Sportovní střelba    | Ženy 25 metrů sportovní pistole  |
| Bronz   | Julija Kalina                                                                     | Vzpírání             | Ženy 58 kg                       |
| Bronz   | Olha Charlanová                                                                   | Šerm                 | Ženy šavle                       |
| Bronz   | Olga Saladuchová                                                                  | Atletika             | Ženy trojskok                    |
| Bronz   | Ihor Radivilov                                                                    | Sportovní gymnastika | Muži přeskok                     |
| Bronz   | Olesja Povchová Chrystyna Stujová Marija Rjemjeňová Jelizaveta Bryzginová         | Atletika             | Ženy štafeta 4 × 100 m           |
| Bronz   | Taras Šelesťuk                                                                    | Box                  | Muži váha lehká střední do 69 kg |
| Bronz   | Oleksandr Hvozdyk                                                                 | Box                  | Muži Váha polotěžká do 81 kg     |